# Philip G. Zimbardo
Dr. Philip George Zimbardo (født 23. marts 1933, død 14. oktober 2024) var en amerikansk psykolog og professor emeritus ved Stanford Universitetet. Han er kendt for sit Stanford fængselsstudie (Stanford prison experiment). Derudover er han forfatteren bag forskellige introducerende psykologibøger og grundbøger til college-studerende, herunder "The Lucifer Effect" og "The Time Paradox".

## De tidlige år
Zimbardo blev født den 23. marts 1933 i New York City. Hans forældre var sicilianske immigranter. Han færdiggjorde i 1954 sin uddannelse i psykologi med højeste udmærkelse (summa cum laude) på Brooklyn College. Derefter tog han i 1959 en Ph.D i psykologi ved Yale University. Han underviste på Yale fra 1959 til 1960. Fra 1960 til 1967 var han professor i psykologi ved universitetet i New York. Fra 1967 til 1968 underviste han på Columbia University. I 1968 blev han ansat på Stanford University.

## Fængselsstudie
I 1971 accepterede Zimbardo stillingen som professor i psykologi ved Stanford University. Her udførte han "the Stanford prison study", i hvilket 24 almindelige studerende tilfældigt blev udvalgt til at være "fanger" eller "vagter" i et kunstigt fængsel, der var indrettet i kælderen af det psykologiske fakultet på Stanford (yderligere tre studerende blev udvalgt som afløsere, men deltog ikke i eksperimentet). Zimbardo ville undersøge psykologien i fængselslivet. Eksperimentet var planlagt til at skulle vare i to uger, men sluttede efter kun seks dage på grund af deltagernes oplevelse af emotionelle traumer. De studerende begyndte hurtigt at spille deres roller, og "vagterne" blev sadistiske, og "fangerne" udviste ekstrem passivitet og depression.
De frivillige vidste, at de blev brugt til et eksperiment, men de vidste ikke, hvornår det ville finde sted. Derfor blev de sat i en mild choktilstand, da de tilfældigt blev arresteret en morgen, og ført til det kunstige fængsel. Ved ankomsten blev "fangerne" afklædt og visiteret, barberet og afluset, hvilket medførte stor ydmygelse. De fik uniformer, ID numre, og blev eskorteret til deres celler af de frivillige "vagter". Disse ændringer isolerede "fangerne", hvilket gjorde det sværere for dem, at vise deres individuelle karakteristika. "Vagterne" selv fik ikke specifikke instruktioner eller retningslinjer for, hvordan de skulle behandle fangerne. Psykologerne tillod dem i stedet, at gøre hvad de ville for at holde orden i "fængslet". De var klædt professionelt i identiske uniformer. De bar også en fløjte om halsen og havde også en knippel.
I begyndelsen af eksperimentet startede Zimbardo med ni "vagter" og ni "fanger". De frivillige deltog på skift og tre "fanger" og tre "vagter" beboede "fængslet" hele tiden. Den første nat i "fængslet" blev de frivillige "fanger" vækket klokken 02:30 om natten af "vagterne", der blæste i deres fløjter. Dette gjorde de flere gange for at gøre fangerne bekendte med hvordan tingene ville foregå, og for at lade dem vide, hvem der bestemte.
Studiet viser, at før "fangerne" begyndte at udvise tegn på ubehag, tog de ikke "vagterne" og deres autoritet alvorlig. "Fangerne" mobbede "vagterne" for at genvinde deres "individualitet". Dette holdt dog hurtigt op. "Fangerne" opdagede at vagternes holdning var meget seriøs og at de krævede underdanighed. Dette resulterede i en lang række af konfrontationer mellem "vagter" og "fanger". Vagterne bruge fysisk afstraffelse og øvelser – såsom armbøjninger - for at vise deres autoritet i fængslet.
Allerede om morgenen på den anden dag udbrød der er et oprør blandt de frivillige "fanger". De rev deres uniformer af og låste sig selv inde i deres celler ved at skubbe sengen op imod døren. "Vagterne" blev meget vrede over dette og tilkaldte assistance. Dette overraskede Zimbardo og de andre psykologer, fordi de ikke havde regnet med, at det ville gå så vidt. "Vagter", som ikke var på arbejde, blev tilkaldt, og de vagter, der var på natholdet, blev sammen med de vagter, der blev kaldt ind, helt indtil næste morgen. "Vagternes" taktik til at få styr på "fangerne" var at tage til genmæle. Da "fangerne" havde barrikaderet sig, forsøgte vagterne at bruge brandslukkere til at få dem væk fra indgangene.
Da "vagterne" kunne komme ind i cellerne afklædte de "fangerne", ødelagde sengene og cellerne, og satte de der havde startet oprøret i isolation. Da alle ni "vagter" ikke kunne være på vagt samtidig, begyndte de at belønne "fangerne" for god opførsel. De fanger som ikke havde været involveret i at starte oprøret, fik lov til at sove i deres senge, vaske sig og børste deres tænder. Dem der havde startet oprøret, fik ikke sådanne privilegier. "Vagterne" blev ved med at bruge denne form for taktik for at ødelægge fangernes relationer med hinanden og undgå fremtidig organiseret modstand. I ét tilfælde var "vagterne" i stand til at kontrollere en af "fangernes" adfærd. Han var ryger, og "vagterne" bestemte, hvornår og om han måtte ryge.
Mindre end to dage inde i eksperimentet, begyndte en "fange" at lide af depression, ukontrollerbar raseri, gråd og andre mentale dysfunktioner. "Fangen" blev til sidst løsladt efter at have skreget og teet sig tosset foran de andre "fanger". På tredjedagen tillod eksperimentet at venner og familie besøgte "fangerne". Disse besøg blev tæt overvåget, var tidsbegrænsede og havde mange regler og forbud.
Den næste begivenhed, der øgede "dramaet", var rygtet om en flugtplan som "fangerne" efter sigende ville udføre lige efter besøgstiden var slut. "Fangerne" ville, ifølge rygtet, få nogle af deres venner til at stimle sammen og bryde ind i fængslet for at befri alle "fangerne". Efter at en af "vagterne" overhørte dette, blev der placeret en spion mellem "fangerne" og flugtforsøget skete aldrig. "Fangen" som man troede stod bag organiseringen af flugtforsøget, blev disciplineret og generet med flere armbøjninger og rengøring af toiletterne.
Ved eksperimentets afslutning var der ikke nogen forsoning mellem "fangerne" og "vagterne". "Vagterne" han vundet fuldstændig kontrol over alle fangerne og brugte deres autoritet til det yderste. En "fange" gik så langt som at gå i sultestrejke. Idet han nægtede at spise, satte "vagterne" ham i isolation i tre timer (selvom deres egne regler sagde at en "fange" kunne sidde i isolation i en time). I stedet for at hylde ham som en helt og følge hans eksempel, blev de andre "fanger" enige om at han var en dårlig "fange" og en problemskaber. "Fangerne" var begyndt at tro at de var virkelige kriminelle.
"Fangerne" og "vagterne" tilpassede sig hurtigt deres roller, og gik over grænserne for hvad der var blevet forudsagt, hvilket medførte farlige og psykisk skadende situationer.
Man fandt at en tredjedel af "vagterne" havde udvist "ægte" sadistiske tendenser, men mange af fangerne blev traumatiseret og fem af dem måtte fjernes fra eksperimentet i utide.
Til slut, efter at alle "fangerne" var blevet løsladt og "vagterne" var sendt hjem, blev de alle samlet i det samme lokale for at evaluere, og for at kunne få deres følelser udtrykt overfor hinanden.
De etiske problematikker der omringer dette berømte eksperiment, drager ofte sammenligninger med Milgram-eksperimentet, som blev udført på Yale universitetet i 1961 af Stanly Milgram – en af Zimbardos tidligere venner fra highschool.

## Andet
Efter fængselseksperimentet besluttede Zimbardo sig for at forsøge at finde måder hvormed han kunne bruge psykologi til at hjælpe mennesker. Dette ledte til grundlæggelsen af "The Shyness Clinic" i Californien. Denne klinik behandler generthed hos voksne og børn. Zimbardos forskning omkring generthed resulterede i flere "bestsellers" om emnet. Zimbardo har forsket i andre emner, bland andet "tankekontrol" og kultisk adfærd.
Sammen med Richard Gerrig, en professor i kognitive psykologi ved Stony Brook University, forfattede Zimbardo en introducerende grundbog i psykologi med titlen Psychology and Life, der bruges i mange amerikanske psykologi kurser. Han var også vært i PBS' tv-serie "Discovering Psychology", som bruges i langdistanceundervisning.
I 2002 blev Zimbardo valgt som formand for American Psychological Association. Under hans ledelse udviklede organisationen en hjemmeside PsychologyMatters.org, der er et kompendium af psykologisk forskning der kan bruges i hverdagen. Det samme år optrådte han i det britiske realityshowThe Human Zoo. Deltagerne blev observeret i en kontrolleret setting, mens Zimbardo og en britisk psykolog analyserede deres adfærd.
I 2004 vidnede Zimbardo for den anklagede sergent Ivan "Chip" Frederick i en amerikansk krigsret. Ivan Fredrick havde været vagt i Abu Ghraib fængslet. Zimbardo argumenterede for at Fredricks straf blev nedsat på grund af formildende omstændigheder, idet få kan modstå det kraftfulde situationelle pres der er i et fængsel, især ikke uden korrekt træning og supervision. Dommerne så åbenbart væk fra Zimbardos vidneudsagn, og gav Fredrick otte års fængsel, hvilket er den højeste straf. Zimbardo trak på den viden han havde fået fra sin deltagelse i Fredicks sag, til at skrive bogen The Lucifer Effect: Understanding How Good People Turn Evil, der handler om sammenhængen mellem Abu Ghraib og fængsels-eksperimentet
I september 2006 fik Zimbardo ansættelse som professor i psykologi på et fakultet på "Pacific Graduate School of Psychology", hvor han underviste i socialpsykologi.[kilde mangler]
Zimbardos artikler findes i "Greater Good Magazine", som udgives af "Greater Good Science Center" på University of California, Berkeley. Zimbardo's bidrag inkluderer en tolkning af videnskabelig forskning i medfølelse, altruisme og fredelige menneskelige relationer. Hans artikel "The Banality of Heroism" i "Greater Good magazine" undersøger hvordan almindelige mennesker bliver hverdagshelte. I februar 2010 var Zimbardo gæsteforelæser ved "Science of a Meaningful Life seminar: Goodness, Evil, and Everyday Heroism" sammen med Greater Good Science Center Direktør Dacher Keltner.[kilde mangler]
Zimbardo, som officielt trak sig tilbage i 2003 – efter 50 år som underviser, gav hans sidste "Exploring Human Nature" forelæsning den 7. marts, 2007, på Stanford campus. David Spiegel, professor i psykiatri ved Stanford University School of Medicine, kaldte Zimbardo "a legendary teacher", og sagde at "he has changed the way we think about social influences."
Zimbardo var gæst på The Daily Show with Jon Stewart den 29. marts, 2007.
Zimbardo var gæst på The Colbert Report i februar 2008.
Han ledede siden en bevægelse for hverdagshelte, som grundlægger af og direktør for "The Heroic Imagination Project"

## Æresbevisninger
- I 2003, modtog Zimbardo, Gian Vittorio Caprara og Claudio Barbaranelli Ig Nobelprisen for Psykologi[12] for their discerning report "Politicians' Uniquely Simple Personalities."[13]
- I 2005, modtog Zimbardo "Dagmar og Václav Havel Fondens" "Vision 97" pris i Prag.

## Udgivelser
- Influencing attitude and changing behavior: A basic introduction to relevant methodology, theory, and applications (Topics in social psychology), Addison Wesley, 1969
- The Cognitive Control of Motivation. Glenview, IL: Scott, Foresman, 1969
- Stanford prison experiment: A simulation study of the psychology of imprisonment, Philip G. Zimbardo, Inc., 1972
- The psychology of imprisonment: privation, power and pathology, Stanford University, 1972
- Influencing Attitudes and Changing Behavior. Reading, MA: Addison Wesley Publishing Co., 1969, ISBN 0-07-554809-7
- Canvassing for Peace: A Manual for Volunteers. Ann Arbor, MI: Society for the Psychological Study of Social Issues, 1970, ISBN
- Influencing Attitudes and Changing Behavior (2nd ed.). Reading, MA: Addison Wesley., 1977, ISBN
- How to Overcome Shyness. Family Circle magazine, May 31, 1977 page 14 (with questionnaire)
- Cults go to high school: A theoretical and empirical analysis of the initial stage in the recruitment process, American Family Foundation, 1985
- Shyness: What It Is, What to Do About It, Addison Wesley, 1990, ISBN 0-201-55018-0
- The Psychology of Attitude Change and Social Influence. New York: McGraw-Hill, 1991, ISBN 0-87722-852-3
- Psychology (3rd Edition), Reading, MA: Addison Wesley Publishing Co., 1999, ISBN 0-321-03432-5
- The Shy Child : Overcoming and Preventing Shyness from Infancy to Adulthood, Malor Books, 1999, ISBN 1-883536-21-9
- Violence Workers: Police Torturers and Murderers Reconstruct Brazilian Atrocities. Berkeley, CA: University of California Press, 2002, ISBN 0-520-23447-2
- Psychology – Core Concepts, 5/e, Allyn & Bacon Publishing, 2005, ISBN 0-205-47445-4
- Psychology And Life, 17/e, Allyn & Bacon Publishing, 2005, ISBN 0-205-41799-X
- The Lucifer Effect: Understanding How Good People Turn Evil, Random House, New York, 2007, ISBN 1-400-06411-2
- The Time Paradox: The New Psychology of Time That Will Change Your Life, Simon & Schuster, New York, 2008, ISBN 1-4165-4198-5
- The Journey from the Bronx to Stanford to Abu Ghraib, pp. 85–104 in "Journeys in Social Psychology: Looking Back to Inspire the Future", edited by Robert Levine, et al., CRC Press, 2008. ISBN 0805861343
- Zimbardo, Philip G. " A Simulation Study of the Psychology of Imprisonment Conducted at Stanford University." The Stanford Prison Experiment. 2009. Web. 1 Dec 2009. <http://www.prisonexp.org/>.